# سنگ سبز
سنگ سبز (به انگلیسی: The Green Stone) نام یک کتاب ادبی است که توسط سوزان بلان (به انگلیسی: Suzanne Blanc)، نویسندهٔ اهل آمریکا نوشته شده و نخستین نسخه آن در ۱۹۶۱ منتشر شده است.
این کتاب یکی از آثار ادبی برجستهٔ جهان بشمار می‌رود و اولین کتاب از سری «ماجراهای کاراگاه میگل منندز» است. این کتاب در فرانسه در سال ۱۹۶۲ تحت عنوان «چراغ سبز برای مرگ» منتشر شد.
این کتاب در سال ۱۹۶۱ در بخش بین‌الملل جایزه بزرگ ادبیات پلیسر را برد.